# Contea di Jeminay
La contea di Jeminay (吉木乃县S) è una contea della Cina, situata nella regione autonoma di Xinjiang e amministrata dalla prefettura di Altay.